# Rakowiec (powiat tczewski)
Rakowiec – wieś kociewska w Polsce, położona w województwie pomorskim, w powiecie tczewskim, w gminie Gniew przy drodze krajowej nr 91. Na południe od miejscowości znajduje się Jezioro Rakowieckie (zagospodarowane kąpielisko).
Wieś jest siedzibą sołectwa Rakowiec.
| SIMC    | Nazwa          | Rodzaj     |
| ------- | -------------- | ---------- |
| 0161476 | Bielica        | kolonia    |
| 0161482 | Dębowo         | osada      |
| 0161499 | Jesionna       | osada      |
| 0161507 | Mała Karczma   | osada      |
| 0161513 | Małe Wyręby    | kolonia    |
| 0161520 | Pilcki         | przysiółek |
| 0161536 | Rakówko        | osada      |
| 0161542 | Wielkie Wyręby | osada      |

W latach 1975–1998 miejscowość należała administracyjnie do województwa gdańskiego.